# Atletica leggera ai Giochi della VIII Olimpiade - 10000 metri piani
La competizione dei 10000 metri piani di atletica leggera ai Giochi della VIII Olimpiade si tenne  il giorno 6 luglio 1924 allo Stadio di Colombes a Parigi.

## Risultati
Finale diretta con 36 partenti.
I dirigenti finlandesi hanno fatto la loro scelta: non iscrivono Nurmi per lasciare maggiori possibilità di vittoria a Ville Ritola. Il biondo finlandese li ripaga con una prestazione da record del mondo.

### Classifica finale
È ufficializzato solo il tempo del primo classificato.
| Pos.    | Atleta               | Età | Nazione          | Tempo ufficiale | Tempo ufficioso |
| ------- | -------------------- | --- | ---------------- | --------------- | --------------- |
| Oro     | Ville Ritola         | 28  | Finlandia        | 30'23"2         |                 |
| Argento | Edvin Wide           | 28  | Svezia           |                 | 30'55"2         |
| Bronzo  | Eero Berg            | 26  | Finlandia        |                 | 31'43"0         |
| 4       | Väinö Sipilä         | 27  | Finlandia        |                 | 31'50"2         |
| 5       | Ernie Harper         | 22  | Gran Bretagna    |                 | 31'58"0         |
| 6       | Halland Britton      | 34  | Gran Bretagna    |                 | 32'06"0         |
| 7       | Guillaume Tell       | 22  | Francia          |                 | 32'12"0         |
| 8       | Earl Johnson         | 33  | Stati Uniti      |                 | 32'17"0         |
| 9       | Robert Marchal       | 23  | Francia          |                 | 32'33"0         |
| 10      | Artūrs Motmillers    | 24  | Lettonia         |                 | 32'44"0         |
| 11      | Henri Lauvaux        | 24  | Francia          |                 | 32'48"0         |
| 12      | Gaston Heuet         | 32  | Francia          |                 | 32'52"0         |
| 13      | Sven Thuresson       | 24  | Svezia           | Non disponibile | Non disponibile |
| 14      | Charles Clibbon      | 29  | Gran Bretagna    | n/d             | n/d             |
| 15      | John Gray            | 30  | Stati Uniti      | n/d             | n/d             |
| 16      | Sidon Ebeling        | 24  | Svezia           | n/d             | n/d             |
| -       | Eddie Webster        |     | Gran Bretagna    | Ritirato        | Ritirato        |
| -       | Gösta Bergström      |     | Svezia           | Rit.            | Rit.            |
| -       | Verne Booth          |     | Stati Uniti      | Rit.            | Rit.            |
| -       | Wayne Johnson        |     | Stati Uniti      | Rit.            | Rit.            |
| -       | Camille Van de Velde |     | Belgio           | Rit.            | Rit.            |
| -       | Anton Tsvetanov      |     | Bulgaria         | Rit.            | Rit.            |
| -       | Vasil Venkov         |     | Bulgaria         | Rit.            | Rit.            |
| -       | Pál Király           |     | Ungheria         | Rit.            | Rit.            |
| -       | John Ryan            |     | Irlanda          | Rit.            | Rit.            |
| -       | Pala Singh           |     | India Britannica | Rit.            | Rit.            |
| -       | Carlo Speroni        | 29  | Italia           | Rit.            | Rit.            |
| -       | Vilis Cimmermans     |     | Lettonia         | Rit.            | Rit.            |
| -       | Alberto Jarrín       |     | Ecuador          | Rit.            | Rit.            |
| -       | Vyron Athanasiadis   |     | Grecia           | Rit.            | Rit.            |
| -       | Alexandros Kranis    |     | Grecia           | Rit.            | Rit.            |
| -       | Pedro Curiel         |     | Messico          | Rit.            | Rit.            |

## Nota
In una gara post olimpica Nurmi cancellerà il record di Ritola con uno stupefacente 30'06"2.